# Салинга
Салинга (Силинга; лат. Salinga или Silinga; умерла не ранее 540) — королева лангобардов (530-е — 540) по браку с королём Вахо из династии Летингов.

## Биография
Основной нарративный источник о Салинге — «История лангобардов» Павла Диакона. О событиях, участницей которых она могла быть, также сообщается в «Истории франков» Григория Турского и трактате «Происхождение народа лангобардов».
Салинга была дочерью последнего короля герулов Родульфа. Её отец между 507 и 512 годами погиб в сражении с лангобардами, по одним данным, возглавлявшимися королём Тато, по другим, королём Вахо.
О жизни Салинги после разгрома герулов никаких свидетельств не сохранилось. Следующие известия о ней датируются уже 530-ми годами, когда она стала супругой правителя Лангобардского королевства Вахо. Вероятно, что также как и два предыдущих брака этого монарха, это был династический брак. Предполагается, что женитьбой на Салинге король Вахо намеревался укрепить связи лангобардов с герулами, а также с близкими родственниками своей жены из числа лиц, проживавших в королевстве гепидов и Византии.
Ранее Вахо был женат сначала на тюрингке Раникунде, а затем на гепидке Аустригузе. Первый из этих браков был бездетным. Во втором браке родились две дочери, Визигарда и Вульдетрада. Салинга же родила от Вахо сына Вальтари, после смерти отца приблизительно в 540 году унаследовавшего престол Лангобардского королевства. Так как новый монарх был ещё ребёнком, фактическим правителем лангобардов стал его опекун Аудоин из рода Гаузы.
Каких-либо сведений о судьбе Салинги после смерти короля Вахо в средневековых источниках нет. Некоторыми современными историками высказывается предположение, что Салингой могла быть женщина, могила которой была обнаружена под курганом Журань (около Брно). В результате исследований сохранившихся останков установлено, что похороненная здесь знатная особа умерла в возрасте приблизительно сорока лет от раны в области таза, нанесённой предположительно ангоном.